# Никола Вазов
Никола Минчов Вазов е български търговец, брат на народния поет Иван Вазов и на ген. Владимир Вазов.

## Биография
Роден е през 1852 г. в Сопот в семейството на Минчо и Съба Вазови. Помага на баща си в търговията до посичането му от башибозука в местността Бойкова нива през Руско-турската война 1877 – 1878 г.. След Освобождението стопанисва бащиния дом и се занимава с търговия. Търгувал с дървен материал. Отзовава се на поканата на брат си Георги да отиде в Русия и да му помага при възстановяването на крепостта Кушка в Закаспийския край.
Умира на 27 август 1917 г. в София.